# نمو کوچولو
نمو کوچولو (به انگلیسی: Little Nemo) یک شخصیت خیالی است که توسط کاریکاتوریست آمریکایی وینسور مک‌کی خلق شده‌است. این شخصیت از داستان مصور رویای ربت فیند سرچشمه گرفته و مدتی بعد، مجموعه اسپین آف خود به نام نمو کوچولو در سرزمین خواب‌ها (به انگلیسی: Little Nemo in Slumberland) را دریافت کرد. داستان دربارهٔ نمو کوچولو است که رویاهای فوق‌العاده ای را می‌بیند ولی در پنل آخر با بیدار شدن نمو رویاپردازی تمام می‌شود. این کمیک داستانی به دلیل آزمایش کردن فرم منحصر به فرد خود در صفحه کمیک‌ها، استفاده از رنگ و منظره، زمان‌بندی و جلو بردن داستان، اندازه و شکل پنل‌های آن، و جزئیات معماری و سایر موارد، شاهکار مک کی محسوب می‌شود.
نمو کوچولو در سرزمین خواب‌ها از ۱۵ اکتبر ۱۹۰۵ تا ۲۳ ژوئیه ۱۹۱۱ در روزنامه نیویورک هرالد منتشر می‌شد. هنگامی که مک کی انتشار کمیک را به روزنامه نیویورک امریکن ویلیام راندولف هرست منتقل کرد، کمیک را به در سرزمین رویاهای شگفت‌انگیز (به انگلیسی: In the Land of Wonderful Dreams) تغییر نام داد و از ۳ سپتامبر ۱۹۱۱ تا ۲۶ ژوئیه ۱۹۱۴ منتشر کرد. مک کی در سال ۱۹۲۴ به روزنامه نیویورک هرالد بازگشت، کمیک را دوباره احیا (بازسازی) کرد و از ۳ اوت ۱۹۲۴ تا ۹ ژانویه ۱۹۲۷ با نام اولیه منتشر کرد.

## داستان
داستان دربارهٔ جوابی به نام نمو (به معنی «هیچ کس» در زبان لاتین) است که خود را در شرایط سخت و شگفت‌انگیزی می‌بیند که در آخر پنل کمیک از خواب بیدار می‌شود. قسمت اول با فرمان مورفئوس پادشاه سرزمین خواب‌ها شروع می‌شود که دستور پیدا کردن نمو را می‌دهد. نمو قرار بود همبازی شاهدخت سرزمین خواب‌ها باشد، اما ماه‌ها ماجراجویی طول کشید تا نمو سرانجام به او می‌رسد؛ یک دلقک سبز رنگ و جونده سیگار به نام فلیپ تصمیم می‌گیرد تا خواب نمو را با کلاهی که روی آن عبارت «بیدار شو» نقش بسته، مختل کند. سرانجام نمو و فلیپ با هم شریک می‌شوند و یک کارگر آفریقایی که توسط فیلیپ در جزایر نبات پیدا شده، به آنها ملحق می‌شود. گروه ماجراجویی‌های زیادی را تجربه می‌کند، از شهرهای مسکونی تا مریخ، تا کاخ جک فراست.

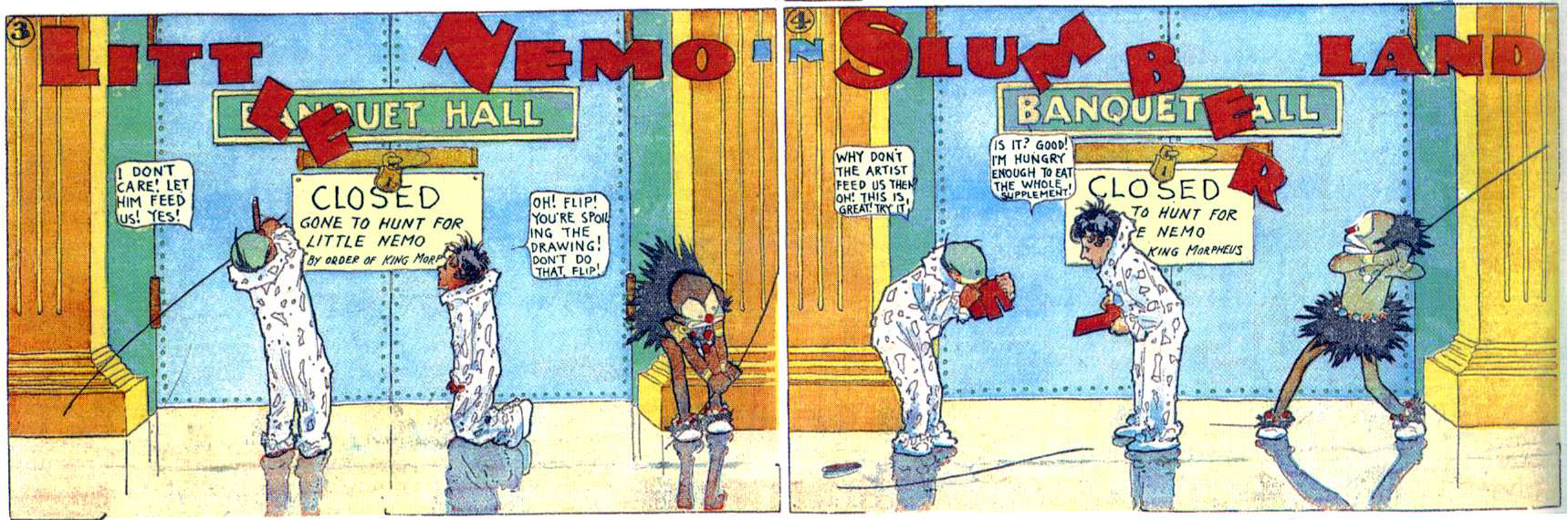
فلیپ، نمو و ایمپی دیوار چهارم را با برداشتن طرح کلی پنل و خوردن حروف عنوان شکستند.

این کمیک فهم مک می از روانشناسی خواب به ویژه ترس از خواب - سقوط، غرق شدن، به بن‌بست خوردن را نشان می‌دهد. این جهان رؤیا دارای موازین اخلاقی خاص خود است که ممکن است درک آن دشوار باشد. شکستن موازین اخلاقی عواقب وحشتناکی دارد، مانند زمانی که نمو دستور عدم دست زدن به ملکه کریستالت، که در غار شیشه ای ساکن است را نادیده می‌گیرد. نمو، ملکه و پیروانش را در هم می‌شکند و نمو بیدار می‌شود در حالی که «ناله‌های نگهبانان در حال مرگ» در گوشش پخش می‌شود.

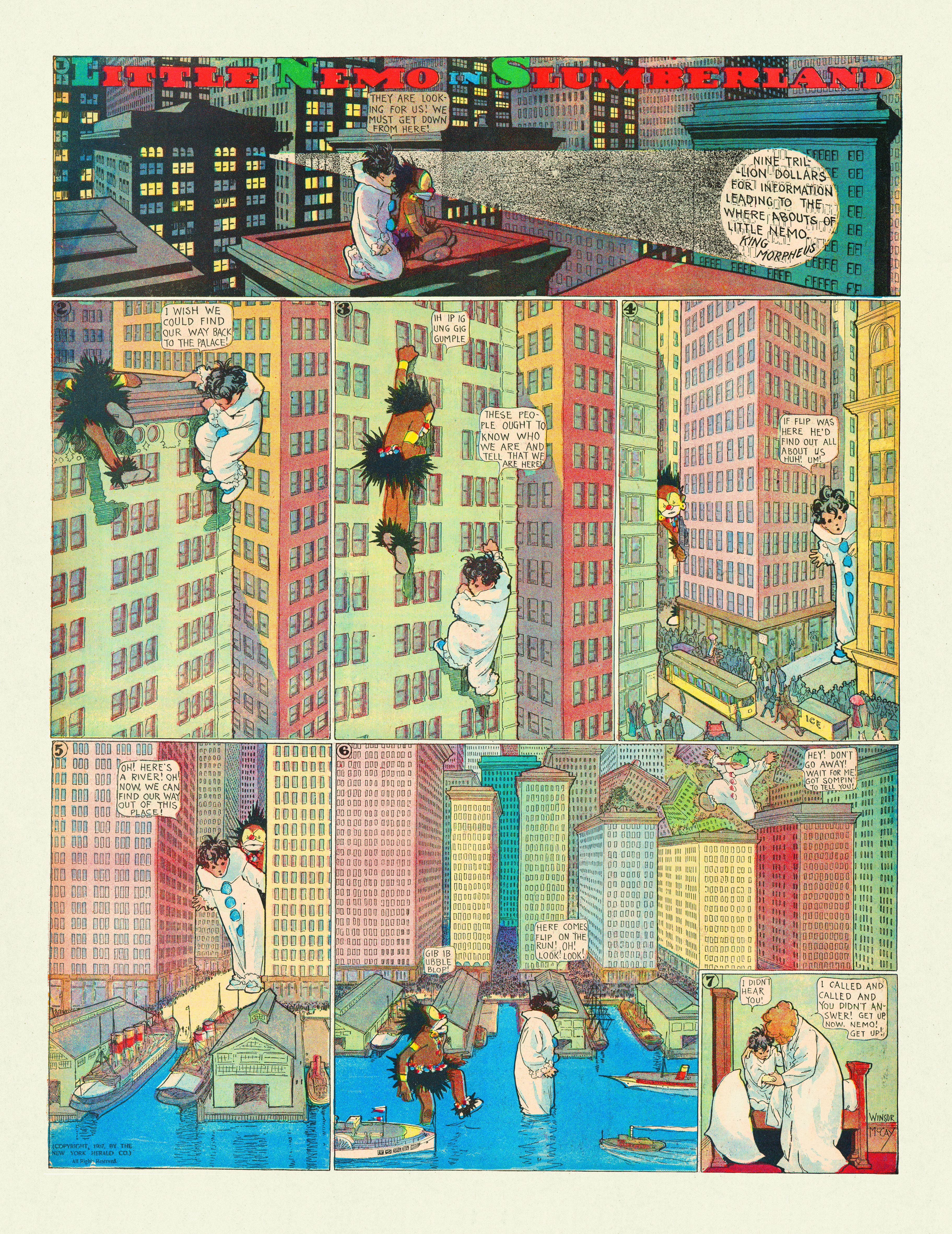
نمو و فلیپ به عنوان یک غول در شهر کاوش می‌کنند

اگرچه این کمیک از ۱۵ اکتبر ۱۹۰۵ آغاز شد و مورفیوس، فرمانروای سرزمین خواب‌ها، اولین تلاش خود را برای دستگیر کردن نمو انجام داد، اما نمو تا ۴ مارس ۱۹۰۶ به سرزمین خواب‌ها نرسید، و به دلیل دخالت فلیپ، تا ۸ ژوئیه موفق به دیدار شاهدخت هم نشد. جستجوی رؤیایی نمو همیشه با افتادن از تخت قطع می‌شود یا والدینش به زور او را از خواب بیدار می‌کنند.
در ۱۲ ژوئیه ۱۹۰۸، مک کی تغییر عمده ای در جهت روایت داستان ایجاد کرد: فلیپ از نمو دیدن می‌کند و به او می‌گوید که عمویش سرزمین خواب‌ها را نابود کرده‌است. (سرزمین خواب‌ها قبلاً به صورت یک روز منحل شده بود، اما این بار به نظر می‌رسید دائمی است) پس از این، رویاهای نمو در شهر زادگاهش اتفاق می‌افتد، اگرچه فلیپ و پسری کنجکاو به نام پروفسور او را همراهی می‌کنند. در یک قسمت، پروفسور مردم را با گلوله برفی پرتاب می‌کرد. سرزمین خواب‌ها به انتشار پراکنده خود ادامه داد تا اینکه در ۲۶ دسامبر ۱۹۰۹ برای همیشه بازگشت. قوس‌های داستان شامل سفر به مریخ (با تمدن مریخی به خوبی طراحی شده) و سفری به دور دنیا (از جمله تور شهر نیویورک) بود.

## سبک
مک کی فرم صفحه کمیک‌ها، زمان‌بندی و پیشمایش داستان، اندازه و شکل پنل‌ها، منظره‌ها و معماری و سایر جزئیات را آزمایش و امتحان کرد. از قسمت دوم، اندازه و چیدمان پنل مک کی مطابق با عملکرد در کمیک بود: به‌طور مثال در یک قسمت داستان با رشد جنگل قارچ، پنل‌ها نیز رشد کردند و با سقوط قارچ‌ها روی نمو، صفحات کوچک شدند. یا در یک قسمت مربوط به شکرگزاری که یک بوقلمون غول پیکر خانه نمو را غرق می‌کند، یک صفحه دایره ای عظیم در مرکز صفحه کشیده می‌شود. مک کی حس تناسب با اندازه و شکل پنل را نشان داد و فیل‌ها و اژدها را در مقیاسی نشان می‌دهد که خواننده متناسب با شخصیت‌ها، آنها را احساس کنند. مک کی روایت داستان را از طریق تغییر دادن و تکرار کنترل می‌کرد، مثلاً پنل‌هایی با اندازه یکسان ولی با تفاوت جزئی حرکتی می‌کشید که احساس خواننده به اوج برسد.

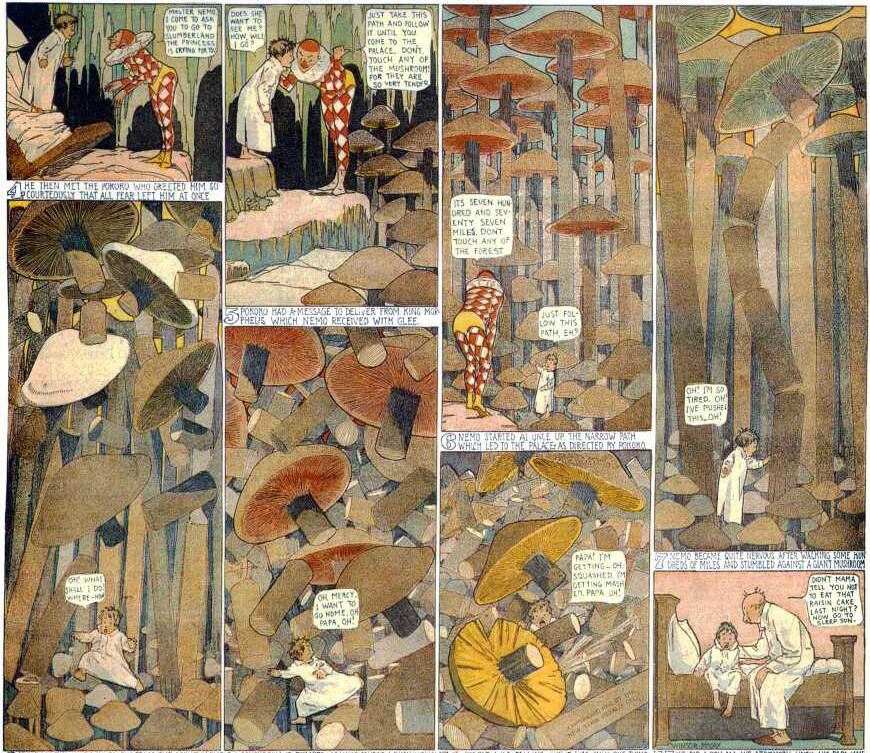
مک‌کی عناصر مختلفی را برای کمیک خود امتحان کرد، به طور مثال در یک قسمت زمانی که قارچ ها در جنگل رشد می کنند، پنل ها هم به همان میزان بلند می شوند (۲۲ اکتبر ۱۹۰۵)

مک کی در سبک آشنای خود که تحت تأثیر هنر نو بود، شخصیت‌های خود را به رنگ سیاه غلیظ ترسیم می‌کرد. معماری پر زرق و برق سرزمین خواب‌ها یادآور معماری نمایشگاه کلمبیا در سال ۱۸۹۳ در شیکاگو و همچنین لونا پارک و دریم لند در جزیره کنی و کاخ لوکزامبورگ پاریس بود.
مک کی از تخیل خود استفاده می‌کرد، گاهی اوقات برای تلقید تجربه رؤیاها، رنگ زمینه‌ها یا شخصیت‌ها را از پنل به پنل دیگری تغییر می‌داد. رنگها با توجه دقیق و فرایند پیشرفته که توسط کارکنان چاپ روزنامه هرالد به کار گرفته شد، افزایش یافت. مک کی صفحات کمیک برای چاپگرها را با رنگ‌بندی دقیق مورد نظر خود انتخاب می‌کرد.
در پنج ماه اول صفحات با زیرنویس‌هایی در زیر آنها همراه بود،  و در ابتدا زیرنویس‌ها شماره گذاری شدند. برخلاف مهارت بالا درکشیدن تصاویر و منظره‌ها، دیالوگ‌ها در بالن‌ها ناپخته است و گاهی ناخوانا دیده می‌شود، به نظر می‌رسد که توجه کمی به بالن‌های دیالوگ، محتوای آن و جایگذاری آنها در ترکیب تصویری داده شده‌است.
مک کی از کلیشه‌های قومی به‌طور برجسته ای در کمیک استفاده کرد، مانند ایرلندی بداخلاقی به نام فلیپ و یک کارگر آفریقایی تقریباً لال.

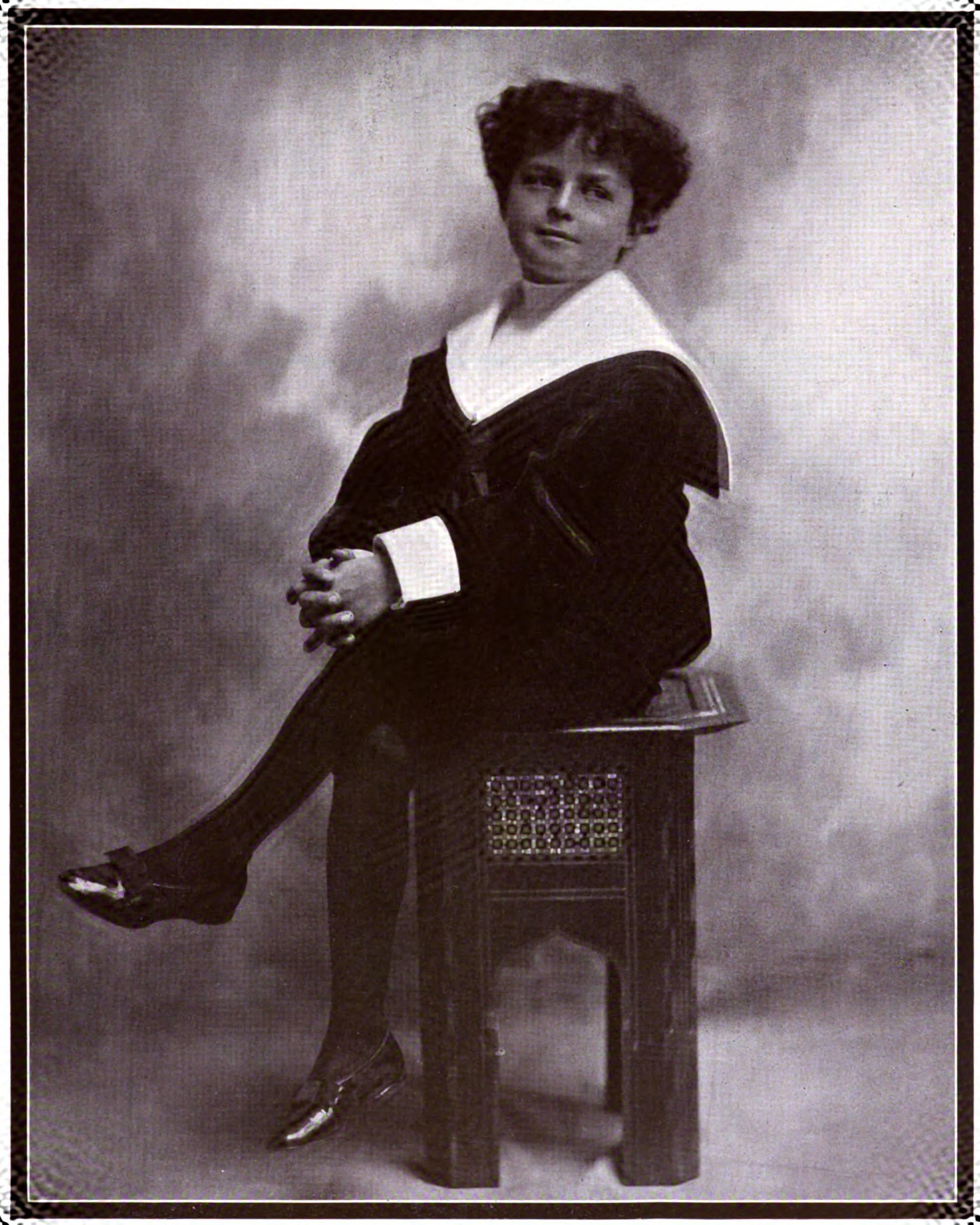
پسر مک‌کی، روبرت، مدل نمو بود.

## میراث

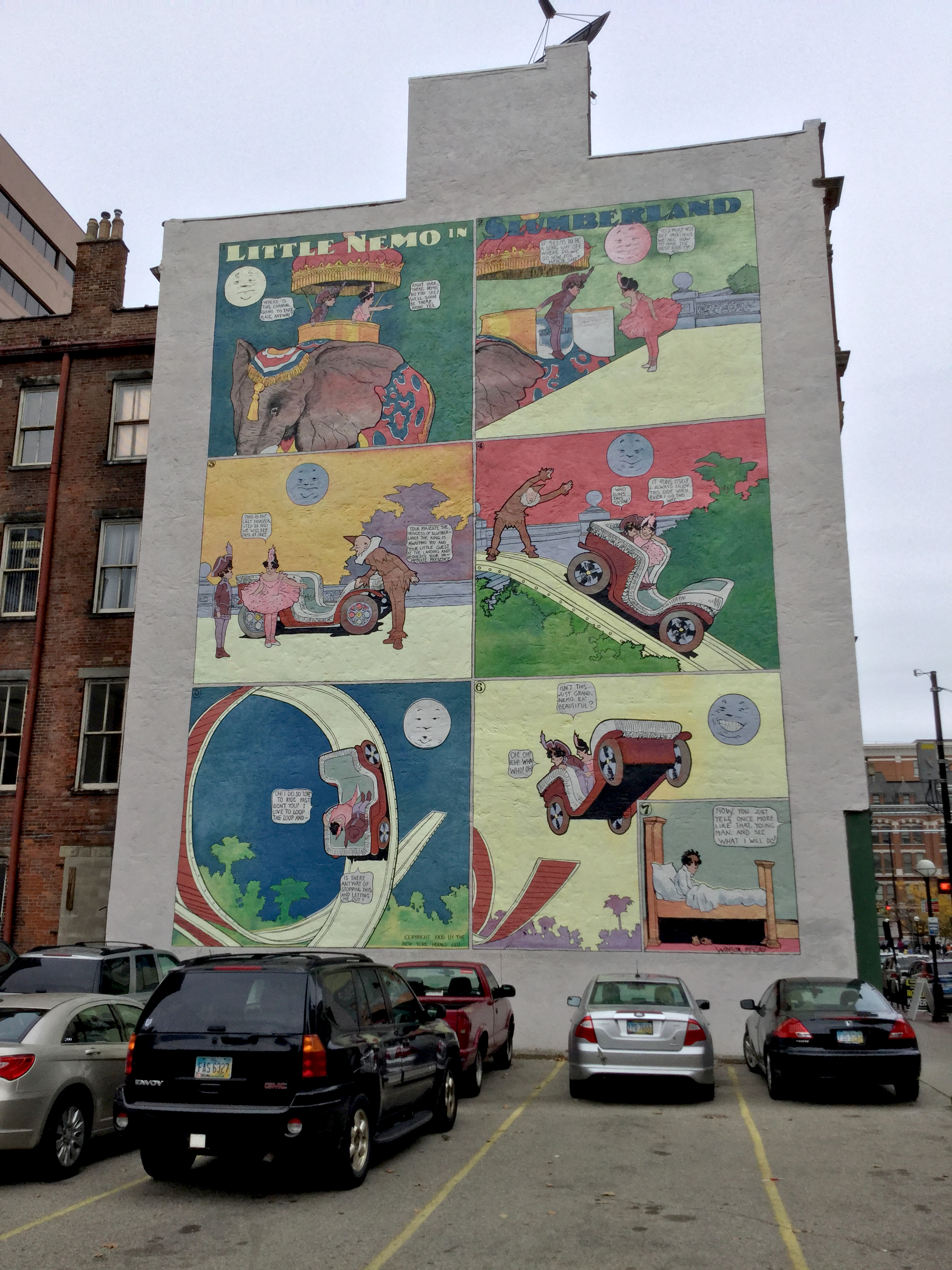
کمیک نمو کوچولو در مرکز شهر سینسیناتی، اوهایو

مورخ کمیک R. C. Harvey مک کی را «اولین نابغه اصلی رسانه کمیک استریپ» نامیده‌است. هاروی می‌گوید که هم عصران مک کی مهارت‌های لازم برای ادامه نوآوری‌های خود را نداشتند به طوری که آنها برای نسل‌های بعدی رها شدند تا اینکه دوباره استعداد آنها کشف شد. کاریکاتوریست رابرت کرام، مک کی را «نابغه» و یکی از کاریکاتوریست‌های مورد علاقه خود نامید. فدریکو فلینی کارگردان ایتالیایی، نمو کوچولو را در مجله کودکان کوریره دی پیکولی خواند و این کمیک «تأثیر شدیدی» بر فیلمسازی او گذاشت.

اثر اورجینال مک کی به‌طور ضعیفی حفظ شد. مک کی اصرار داشت که نسخه اصلی اش به او بازگردانده شود اما قسمت اعظم آن در آتش‌سوزی در اواخر دهه ۱۹۳۰ از بین رفت. همسرش مطمئن نبود چگونه با قطعات باقی مانده کار کند، بنابراین پسرش مسئولیت را بر عهده گرفت و مجموعه را به خانه خود منتقل کرد. هنگامی که خانواده نیاز به پول نقد داشتند، برخی از آثار هنری را فروختند. در اوایل قرن بیست و یکم، بیشتر آثار هنری بازمانده از مک کی در دستان خانواده باقی مانده‌است.

## نگارخانه

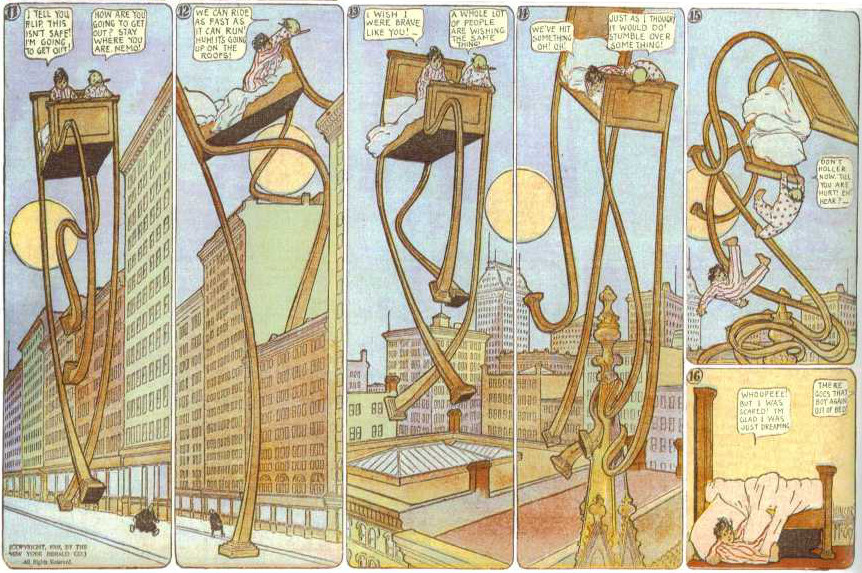
یک قسمت که در ۲۶ ژوئیه ۱۹۰۸ منتشر شد، تخت خواب نمو شروع به حرکت کردن می کند
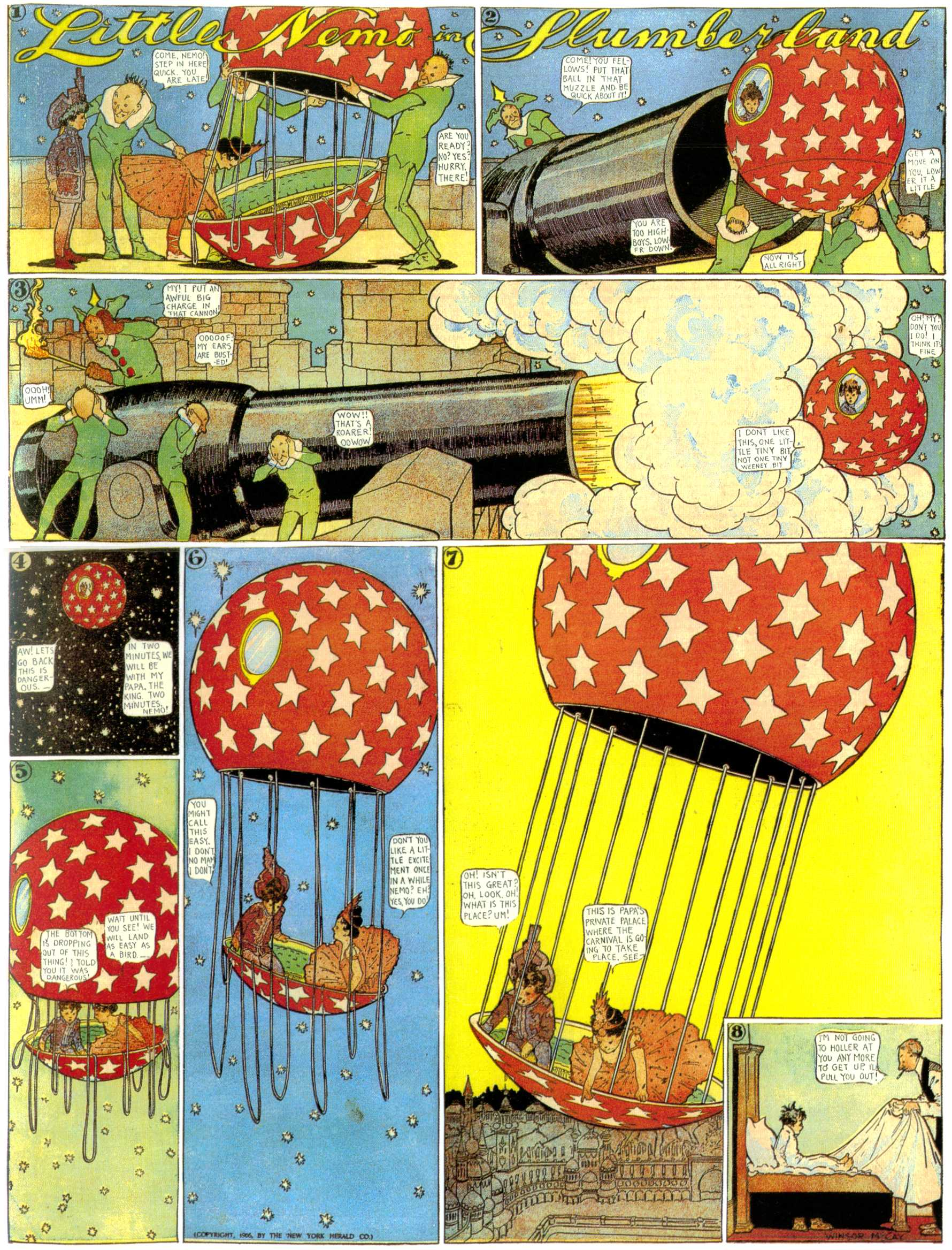
نقاشی مک‌کی برای کمیک نمو کوچولو در ۱۴ اکتبر ۱۹۰۶، این تصویر در نگارخانه ملی هنر آمریکا موجود است.
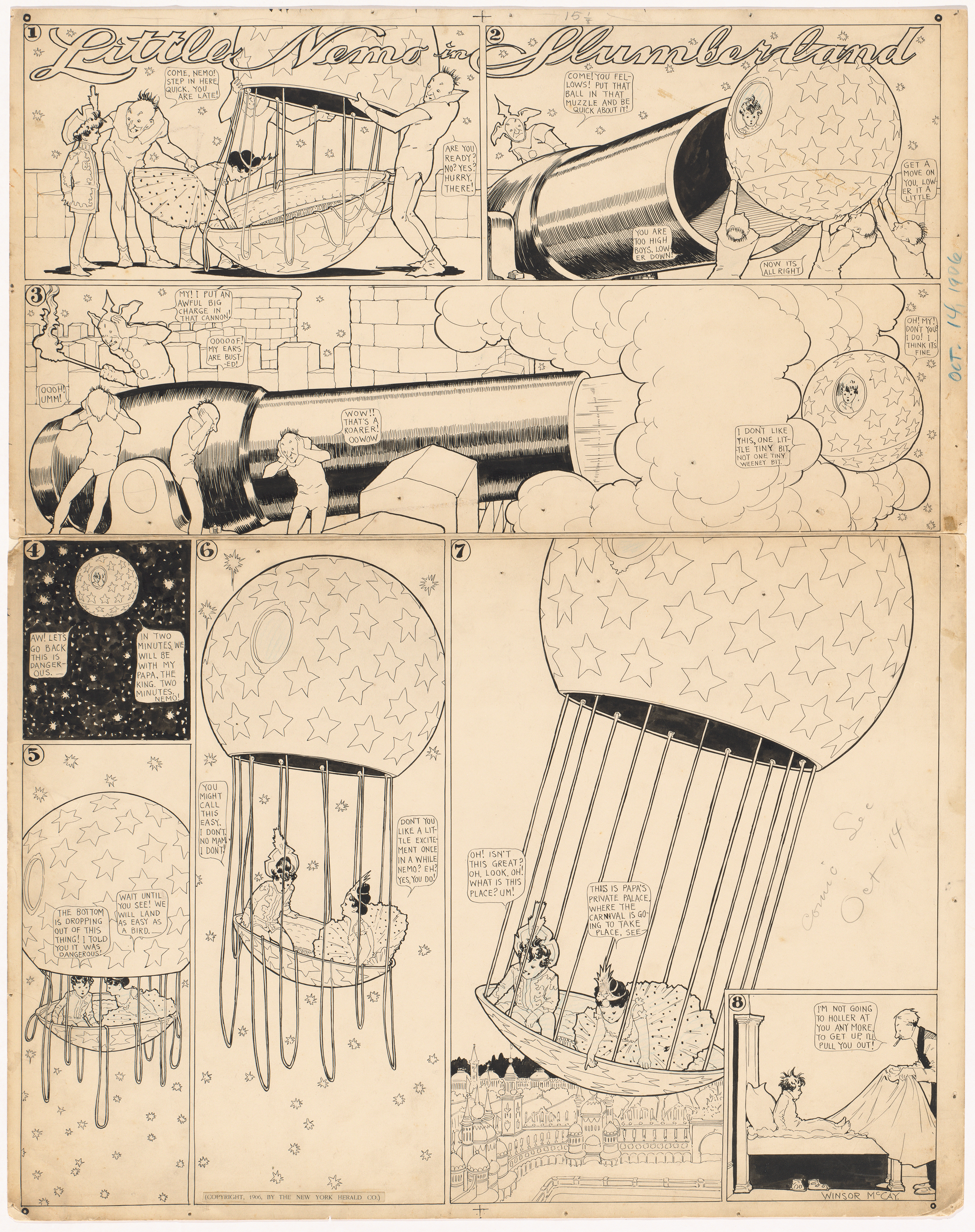
نسخه رنگ آمیزی نشده مک‌کی برای کمیک نمو کوچولو در ۱۴ اکتبر ۱۹۰۶، این تصویر در نگارخانه ملی هنر آمریکا موجود است.